# Xã Balfour, Quận McHenry, Bắc Dakota
Xã Balfour (tiếng Anh: Balfour Township) là một xã thuộc quận McHenry, tiểu bang Bắc Dakota, Hoa Kỳ. Năm 2010, dân số của xã này là 38 người.